# Търговище (община)
Вижте пояснителната страница за други значения на Търговище.
Община Търговище е разположена в Североизточна България и е една от съставните общини на област Търговище.

## География

### Географско положение, граници, големина
Общината е разположена в североизточната част на област Търговище. С площта си от 840,429 km2 е най-голямата сред 5-те общините на областта, което съставлява 31,01% от територията на областта. Границите ѝ са следните:
- на юг – община Омуртаг;
- на югозапад – община Антоново;
- на запад – община Попово;
- на север – община Лозница, област Разград;
- на североизток – община Хитрино, област Шумен;
- на изток – община Шумен и община Велики Преслав, област Шумен;
- на югоизток – община Върбица, област Шумен.

### Природни ресурси

#### Релеф
Релефът на общината е равнинен, хълмист и ниско планински с преобладаваща надморска височина между 150 и 300 m. Територията ѝ попада в южните части на Източната Дунавска равнина и крайните северни части на Източния Предбалкан.
В северните части на община Търговище са разположени крайните южни разклонения Разградските височини. В тях, на 2,5 km северно от село Миладиновци се намира най-високата им точка – 481,6 m.
В крайните североизточни части на общината се простират най-южните разклонения на Самуиловските височини. На 1 km югоизточно от село Твърдинци височината им достига до 436,8 m.
Западните райони на общината се заемат от източните, най-високи части на Лилякското плато, най-издигната част на цялата Дунавска равнина. Височината им достига до 516,9 m, разположена на 2 km североизточно от село Александрово.
Южно от Разградските височини и източно от Лилякското плато е разположено хълмистото Търговишко поле, което обхваща около половината от територията на общината. В него, на границата с община Велики Преслав, източно от село Надарево в коритото на река Врана се намира най-ниската точка на община Търговище – 112 m н.в.
Южно от Лилякското плато в пределите на общината попадат североизточните, най-високи части на платото Кедикбалкан (част от Източния Предбалкан) с максимална височина връх Гюрген 577 m, разположен на 700 m южно от село Пайдушко.
Южно от Търговишкото поле и източно от пролома на река Врана се издига Преславска планина, разположена в северната периферна ивица на Източния Предбалкан. В нея, на 3 km северозападно от село Копрец се намира най-високата точка на община Търговище – връх Големия вис (Коджакус) 689,4 m н.в.
Южно от планината, на територията на община Търговище се простира най-северната част на хълмистата историко-географска област Герлово.

#### Води
Основна водна артерия на общината е река Врана (68 km, ляв приток на река Голяма Камчия), която протича през нея с почти цялото си течение. Тя води началото си от 567 m н.в., на 1 km южно от с. Тъпчилещово, община Омуртаг. До село Пролаз протича в широка долина, след което пресича в североизточно направление западната част на Преславска планина с дълбок пролом. След като излезе от пролома долината ѝ става широка, като прави голяма, изпъкнала на север дъга и постепенно завива на югоизток през Търговишкото поле. В долното си течение протича по южното подножие на Шуменското плато. Влива се отляво в река Голяма Камчия на 86 m н.в. до село Хан Крум. След град Търговище коритото ѝ е коригирано с водозащитни диги. Площта на водосборния ѝ басейн е 938 km2, което представлява 17,5% от водосборния басейн на река Голяма Камчия. Основните ѝ притоци на територията на община Търговище са: Керизбунар (Съединенска река, 24 km) и Калайджи (Осенка, 22 km).
Река Керизбунар (Съединенска река, 24 km) води началото си от Разградските височини, от 462 m н.в., на 400 м североизточно от връх Канарата (землището на село Миладиновци). Протича в югоизточна посока в широка долина като пресича най-южната част на област Разград (община Лозница), преминава през язовир „Съединение“ и отново се завръща на територията на област Търговище. Влива се отляво в река Врана, на 129 m н.в. между селата Алваново и Пробуда. Площта на водосборния ѝ басейн е 214 km2, което представлява 22,7% от водосборния басейн на река Врана.
Река Калайджи (Осенка, 22 km) води началото си от западната част на Преславска планина, от 566 m н.в., на 2,2 km югоизточно от село Стража. До селото тече на север в дълбока и залесена долина, а след него посоката ѝ става североизточна и долината ѝ се разширява. Източно от град Търговище долината ѝ е коригирана с водозащитни диги, а посоката ѝ – източна. Влива се отдясно в река Врана на 112 m н.в., на 1,5 km източно от село Надарево. Площта на водосборния ѝ басейн е 93 km2, което представлява 9,9% от водосборния басейн на река Врана. Неин основен приток е Кралевска река (22 km). Тя извира от централната част на Преславска планина, от 625 m н.в., на 500 m югоизточно от връх Шааретян (687 m). Протича в североизточно направление, до село Кралево в дълбока и залесена долина, а след селото в широка долина заета от обработваеми земи. След село Дългач коритото ѝ е коригирно с водозащитни диги. Влива се отдясно в река Калайджи на 117 m н.в., на 400 m североизточно от село Надарево. Площта на водосборния ѝ басейн е 66 km2, което представлява 71% от водосборния басейн на река Калайджи.
Общия брой на язовирите в общината е 37, като по-големи са Бели Лом (частично), Росина, Съединение, Фисека, и др.

#### Защитени територии, почви
Според държавното лесничейство, стопанистваните и охраняеми гори представляват 190 км2. Общината разполага с 31 защитени природни обекти, от тях 6 са забележителности. Ловно – туристическият район на територията на общината е 3000 декара, площта на курортните гори разположени в местността Боаза са 17 декара. По-голяма част от територията е покрита със сиви горски почви, също голяма част заемат черноземните почви, около реките и деретата се срещат алувиално-ливадни почви.

#### Животински свят
Животинският свят на територията на общината се характеризира с типични представители на фауната на Източната Дунавска равнина. Фаунистичният състав е твърде разнообразен. Срещат се сърни, елени, диви свине, лисици, язовци, вълци и др. Голямо разпространение имат гризачите: зайци, мишки, лалугери. Птичият свят показва голямо разнообразие на видове. Едни от тях обитават горските масиви, а други – полския район. Обект на лов представляват яребици, пъдпъдъци, гълъби, гургулици, а от едрия дивеч – сърни, елени, диви свине. В язовирите на общината има предимно шаран, толстолоб и сом.

### Населени места
Общината се състои от 52 населени места. Списък на населените места, подредени по азбучен ред, население и площ на землищата им:
| Населено място  | Пребр. на населението през 2021 г. | Площ на землището (в км2) | Забележка (старо име) | Населено място | Пребр. на населението през 2021 г. | Площ на землището (в км2) | Забележка (старо име)     |
| Алваново        | 196                                | 14,860                    |                       | Миладиновци    | 155                                | 14,977                    | Джевизли калфа            |
| Александрово    | 179                                | 15,469                    |                       | Мировец        | 71                                 | 11,388                    | Селим                     |
| Баячево         | 617                                | 15,369                    |                       | Момино         | 191                                | 14,000                    | Казана теке               |
| Бистра          | 185                                | 13,201                    | Айладън               | Надарево       | 414                                | 12,844                    | Надър кьой, Надарово      |
| Божурка         | 205                                | 8,346                     | Орчанлар              | Овчарово       | 505                                | 18,725                    | Чобан дере                |
| Братово         | 175                                | 11,675                    |                       | Осен           | 49                                 | 7,587                     | Дуванджии                 |
| Буйново         | 325                                | 20,004                    | Муратлар              | Острец         | 250                                | 11,169                    | Ялъмлар                   |
| Буховци         | 404                                | 24,246                    | Бухлар                | Пайдушко       | 139                                | 18,015                    | Кочаклар                  |
| Вардун          | 673                                | 36,192                    |                       | Певец          | 171                                | 11,864                    | Ашиково                   |
| Васил Левски    | 308                                | 10,728                    | Явашево               | Подгорица      | 479                                | 19,483                    | Ак Мехмеди                |
| Голямо Ново     | 756                                | 20,956                    |                       | Преселец       | 263                                | 14,178                    | Ямла                      |
| Голямо Соколово | 327                                | 15,291                    | Коджа Дуган           | Пресиян        | 129                                | 16,076                    | Салтъклар                 |
| Горна Кабда     | 24                                 | 6,612                     |                       | Пресяк         | 135                                | 11,347                    | Боаз кесен                |
| Давидово        | 352                                | 10,056                    | Даутлар               | Пробуда        | 374                                | 10,295                    | Кара къшлъ                |
| Драгановец      | 320                                | 14,471                    | Болу късъ             | Пролаз         | 90                                 | 7,861                     | Дервент                   |
| Дралфа          | 318                                | 11,680                    |                       | Разбойна       | 477                                | -                         | в з-щето на гр. Търговище |
| Дългач          | 445                                | 13,673                    | Далгач                | Ралица         | 186                                | 12,173                    | Омарче                    |
| Здравец         | 281                                | 14,012                    | Окчулар               | Росина         | 202                                | 12,997                    | Кеди юрен                 |
| Копрец          | 157                                | 11,623                    | Гюня кьой             | Руец           | 485                                | 16,933                    | Юруклер                   |
| Кошничари       | 97                                 | 11,837                    | Сепетчии, Малко ново  | Стража         | 695                                | 21,935                    | Стратидже                 |
| Кралево         | 739                                | 22,201                    | Карлъ кьой            | Съединение     | 240                                | 15,284                    |                           |
| Кръшно          | 194                                | 16,850                    | Кьосе кьой            | Твърдинци      | 76                                 | 7,255                     | Сарлъ дуран               |
| Лиляк           | 843                                | 32,758                    | Чикендин              | Търговище      | 33 401                             | 87,427                    | Ески джумая               |
| Ловец           | 294                                | 8,144                     | Авдалар               | Търновца       | 224                                | 18,810                    |                           |
| Макариополско   | 504                                | 33,824                    | Насчи кьой            | Цветница       | 69                                 | 5,342                     |                           |
| Маково          | 254                                | 12,467                    | Кочашлии              | Черковна       | 431                                | 15,919                    | Дъбрава                   |

## Административно-териториални промени
- след 1887 г. – побългарено е името на с. Надър кьой на с. Надарово без административен акт;
- Указ № 753/обн. 2 януари 1923 г. – обединява селата Атлар и Заралъ кьой в едно ново населено място – с. Съединение;
- Указ № 192/обн. 21.04.1923 г. – преименува с. Явашево на с. Васил Левски;

– преименува с. Болу късъ на с. Драгановец;
– преименува с. Окчулар на с. Здравец;
– преименува с. Казана теке на с. Момино;
– преименува с. Чобан дере на с. Овчарово;
– преименува с. Ак Мехмеди на с. Подгорица;
- Указ № 162/обн. 08.04.1931 г. – преименува с. Ямла на с. Преселец;
- МЗ № 2820/абн. 14.08.1934 г. – преименува с. Айладън на с. Бистра;

– преименува с. Кайклар на с. Бряг;
– преименува с. Бухлар на с. Буховци;
– преименува с. Герен (Гирен) на с. Въбел;
– преименува с. Коджа Дуган на с. Голямо Соколово;
– преименува с. Даутлар на с. Давидово;
– преименува с. Сепетчии (Малко Ново) на с. Кошничари;
– преименува с. Кьосе кьой на с. Кръшно;
– преименува с. Насчи кьой на с. Макариополско;
– преименува с. Кочашлии на с. Маково;
– преименува с. Джевизли калфа на с. Миладиновци;
– преименува с. Дуванджии на с. Осен;
– преименува с. Ялъмлар на с. Острец;
– преименува с. Ашиково на с. Певец;
– преименува с. Кара къшлъ на с. Пробуда;
– преименува гр. Ески Джумая на гр. Търговище;
- МЗ № 3072/обн. 11.09.1934 г. – преименува с. Чекендин (Чикендин) на с. Лиляк;

– преименува с. Юруклер на с. Руец;
- МЗ № 3775/обн. 07.12.1934 г. – преименува с. Орчанлар на с. Божурка;

– преименува с. Муратлар на с. Буйново;
– преименува м. Орта махле на м. Елда;
– преименува м. Кая баши на м. Елша;
– преименува м. Али бей на м. Еньовец;
– преименува с. Гюня кьой на с. Копрец;
– преименува с. Карлъ кьой на с. Кралево;
– преименува с. Авдалар на с. Ловец;
– преименува с. Селим на с. Мировец;
– преименува с. Кочаклар (Кьочеклар) на с. Пайдушко;
– преименува с. Салтъклар на с. Пресиян;
– преименува с. Боаз кесен на с. Пресяк;
– преименува с. Дервент на с. Пролаз;
– преименува с. Омарче на с. Ралица;
– преименува с. Кеди юрен на с. Росина;
– преименува с. Стратидже на с. Стража;
– преименува с. Сарлъ дуран на с. Твърдинци;
- Указ № 557/обн. 23.11.1951 г. – преименува с. Черковна на с. Дъбрава;
- Указ № 960/обн. 4 януари 1966 г. – осъвременява името на с. Далгач на с. Дългач;

– уточнява името на с. Надарово на с. Надарево;
- Указ № 267/обн. 21.03.1969 г. – заличава с. Въбел и го присъединява като квартал на гр. Търговище;
- Указ № 441/обн. 13.05.1969 г. – възстановява старото име на с. Дъбрава на с. Черковна;
- Указ № 757/обн. 08.05.1971 г. – заличава с. Бряг и го присъединява като квартал на гр. Търговище;

– обединява махалите Елда и Еньовец в едно ново населено място – с. Братово;
– обединява махалите Елша и Узунджата в едно ново населено място – с. Цветница;
- Указ № 3005/обн. 09.10.1987 г. – закрива община Дралфа, Търговишки окръг и присъединява населените места включени в състава ѝ към община Лозница, област Разград;

– отделя селата Буйново, Мировец, Пресяк и Твърдинци и техните землища от бившата община Макариополско, Търговищки окръг и ги присъединява към община Лозница, област Разград;
– отделя селата Алваново, Буховци, Ловец, Макариополско, Надарево, Осен, Острец и Пробуда и техните землища от бившата община Макариополско и ги присъединява към община Търговище;
- Указ № 55/обн. 30.03.2001 г. – отделя селата Буйново, Голямо Ново, Дралфа, Кошничари, Кръшно, Маково, Миладиновци, Мировец, Пресяк, Росина и Твърдинци и техните землища от община Лозница, област Разград и ги присъединява към община Търговище, област Търговище;

## Население
Към 1 февруари 2011 година населението на общината е 57 264 души. Броят на новородените през 2008 година е 830 бебета, с 18 повече от предходната, починали са 977 души. През 2009 година общината бележи положителен естествен прираст, като броя на новородените е 993 а на починалите 868 души (593 от града). През 2003 година съотношението между трите основни възрастови групи за общината е следното: 0 – 14 години – 16,5 %, 15 – 64 години – 68,6 %, и над 65 години – 14,9 %.
Численост на населението според преброяванията през годините:
| Година на преброяване | Численост |
| 1934                  | 50 489    |
| 1946                  | 48 451    |
| 1956                  | 48 144    |
| 1965                  | 58 807    |
| 1975                  | 68 153    |
| 1985                  | 71 034    |
| 1992                  | 65 688    |
| 2001                  | 60 890    |
| 2011                  | 57 264    |
| 2021                  | 49 073    |

### Етнически състав
Преброяване на населението през 2011 г.
Численост и дял на етническите групи според преброяването на населението през 2011 г., по населени места (подредени по численост на населението):
| Населено място  | Численост | Численост | Численост | Численост | Численост | Численост           | Численост     | Населено място  | Дял (в %) | Дял (в %) | Дял (в %) | Дял (в %) | Дял (в %)           | Дял (в %)     |
| Населено място  | Общо      | Българи   | Турци     | Цигани    | Други     | Не се самоопределят | Не отговорили | Населено място  | Българи   | Турци     | Цигани    | Други     | Не се самоопределят | Не отговорили |
| Общо            | 57 264    | 33 229    | 14 883    | 3902      | 594       | 602                 | 4054          | 100.00          | 58.03     | 25.99     | 6.81      | 1.04      | 1.05                | 7.08          |
| --------------- | --------- | --------- | --------- | --------- | --------- | ------------------- | ------------- | --------------- | --------- | --------- | --------- | --------- | ------------------- | ------------- |
| Търговище       | 37611     | 27825     | 6222      | 633       | 138       | 235                 | 2558          | Търговище       | 73.98     | 16.54     | 1.68      | 0.36      | 0.62                | 6.80          |
| Лиляк           | 1044      | 415       | 163       | 407       | 0         | 9                   | 50            | Лиляк           | 39.75     | 15.61     | 38.98     | 0.00      | 0.86                | 4.78          |
| Кралево         | 930       | 61        | 497       | 47        | 30        | 92                  | 203           | Кралево         | 6.55      | 53.44     | 5.05      | 3.22      | 9.89                | 21.82         |
| Голямо Ново     | 919       | 193       | 254       | 415       |           |                     | 41            | Голямо Ново     | 21.00     | 27.63     | 45.15     |           |                     | 4.46          |
| Вардун          | 890       | 83        | 9         | 572       | 0         | 3                   | 223           | Вардун          | 9.32      | 1.01      | 64.26     | 0.00      | 0.33                | 25.05         |
| Баячево         | 759       | 135       | 380       | 11        | 0         | 29                  | 204           | Баячево         | 17.78     | 50.06     | 1.44      | 0.00      | 3.82                | 26.87         |
| Стража          | 726       | 378       | 286       | 21        | 3         | 0                   | 38            | Стража          | 52.06     | 39.39     | 2.89      | 0.41      | 0.00                | 5.23          |
| Руец            | 717       | 175       | 518       |           |           | 19                  | 2             | Руец            | 24.40     | 72.24     |           |           | 2.64                | 0.27          |
| Подгорица       | 684       | 106       | 459       | 6         | 29        | 14                  | 70            | Подгорица       | 15.49     | 67.10     | 0.87      | 4.23      | 2.04                | 10.23         |
| Буховци         | 632       | 304       | 37        | 209       |           |                     | 78            | Буховци         | 48.10     | 5.85      | 33.06     |           |                     | 12.34         |
| Черковна        | 632       | 0         | 628       | 0         |           |                     | 3             | Черковна        | 0.00      | 99.36     | 0.00      |           |                     | 0.47          |
| Макариополско   | 630       | 433       | 142       | 27        |           |                     | 26            | Макариополско   | 68.73     | 22.53     | 4.28      |           |                     | 4.12          |
| Овчарово        | 573       | 5         | 567       | 0         |           |                     | 0             | Овчарово        | 0.87      | 98.95     | 0.00      |           |                     | 0.00          |
| Дългач          | 500       | 36        | 9         |           | 182       |                     | 272           | Дългач          | 7.20      | 1.80      |           | 36.40     |                     | 54.40         |
| Драгановец      | 468       | 15        | 268       | 180       | 0         | 5                   | 0             | Драгановец      | 3.20      | 57.26     | 38.46     | 0.00      | 1.06                | 0.00          |
| Буйново         | 465       | 15        | 121       | 284       | 0         | 17                  | 28            | Буйново         | 3.22      | 26.02     | 61.07     | 0.00      | 3.65                | 6.02          |
| Надарево        | 465       | 173       | 240       | 12        | 34        | 0                   | 6             | Надарево        | 37.20     | 51.61     | 2.58      | 7.31      | 0.00                | 1.29          |
| Голямо Соколово | 456       | 92        | 358       |           |           |                     | 1             | Голямо Соколово | 20.17     | 78.50     |           |           |                     | 0.21          |
| Разбойна        | 455       | 146       | 285       | 4         | 3         | 7                   | 10            | Разбойна        | 32.08     | 62.63     | 0.87      | 0.65      | 1.53                | 2.19          |
| Острец          | 435       | 72        | 30        | 326       |           |                     | 3             | Острец          | 16.55     | 6.89      | 74.94     |           |                     | 0.68          |
| Ловец           | 417       | 98        | 212       | 97        |           |                     | 9             | Ловец           | 23.50     | 50.83     | 23.26     |           |                     | 2.15          |
| Пробуда         | 414       | 144       | 56        | 195       | 0         | 9                   | 10            | Пробуда         | 34.78     | 13.52     | 47.10     | 0.00      | 2.17                | 2.41          |
| Дралфа          | 391       | 177       | 171       | 23        | 5         | 10                  | 5             | Дралфа          | 45.26     | 43.73     | 5.88      | 1.27      | 2.55                | 1.27          |
| Васил Левски    | 355       | 267       | 47        | 37        |           |                     | 1             | Васил Левски    | 75.21     | 13.23     | 10.42     |           |                     | 0.28          |
| Давидово        | 352       | 154       | 47        | 141       | 0         | 6                   | 4             | Давидово        | 43.75     | 13.35     | 40.05     | 0.00      | 1.70                | 1.13          |
| Здравец         | 328       | 166       |           |           | 149       |                     | 5             | Здравец         | 50.60     |           |           | 45.42     |                     | 1.52          |
| Преселец        | 312       | 25        | 163       | 123       |           |                     | 0             | Преселец        | 8.01      | 52.24     | 39.42     |           |                     | 0.00          |
| Търновца        | 301       | 0         | 298       |           |           |                     | 0             | Търновца        | 0.00      | 99.00     |           |           |                     | 0.00          |
| Маково          | 292       | 205       | 58        | 0         | 3         | 24                  | 2             | Маково          | 70.20     | 19.86     | 0.00      | 1.02      | 8.21                | 0.68          |
| Божурка         | 289       |           | 274       | 13        | 0         |                     | 0             | Божурка         |           | 94.80     | 4.49      | 0.00      |                     | 0.00          |
| Съединение      | 281       | 113       | 162       | 6         | 0         | 0                   | 0             | Съединение      | 40.21     | 57.65     | 2.13      | 0.00      | 0.00                | 0.00          |
| Александрово    | 254       | 28        | 225       | 0         |           |                     | 0             | Александрово    | 11.02     | 88.58     | 0.00      |           |                     | 0.00          |
| Росина          | 254       | 152       | 98        | 0         |           |                     | 0             | Росина          | 59.84     | 38.58     | 0.00      |           |                     | 0.00          |
| Кръшно          | 240       | 78        | 144       | 11        |           |                     | 0             | Кръшно          | 32.50     | 60.00     | 4.58      |           |                     | 0.00          |
| Ралица          | 236       | 96        | 132       | 5         |           |                     | 2             | Ралица          | 40.67     | 55.93     | 2.11      |           |                     | 0.84          |
| Копрец          | 224       | 11        | 213       | 0         | 0         | 0                   | 0             | Копрец          | 4.91      | 95.08     | 0.00      | 0.00      | 0.00                | 0.00          |
| Момино          | 214       | 55        | 156       |           |           | 0                   | 1             | Момино          | 25.70     | 72.89     |           |           | 0.00                | 0.46          |
| Пайдушко        | 212       | 0         | 212       | 0         | 0         | 0                   | 0             | Пайдушко        | 0.00      | 100.00    | 0.00      | 0.00      | 0.00                | 0.00          |
| Миладиновци     | 210       | 122       | 5         | 0         | 0         | 81                  | 2             | Миладиновци     | 58.09     | 2.38      | 0.00      | 0.00      | 38.57               | 0.95          |
| Пресиян         | 200       | 42        | 123       | 35        | 0         | 0                   | 0             | Пресиян         | 21.00     | 61.50     | 17.50     | 0.00      | 0.00                | 0.00          |
| Братово         | 196       |           | 152       | 0         |           | 0                   | 43            | Братово         |           | 77.55     | 0.00      |           | 0.00                | 21.93         |
| Пресяк          | 196       |           | 127       | 37        |           | 0                   | 29            | Пресяк          |           | 64.79     | 18.87     |           | 0.00                | 14.79         |
| Бистра          | 186       | 151       | 31        |           |           | 0                   | 0             | Бистра          | 81.18     | 16.66     |           |           | 0.00                | 0.00          |
| Алваново        | 164       | 159       |           |           | 0         |                     | 2             | Алваново        | 96.95     |           |           | 0.00      |                     | 1.21          |
| Певец           | 151       | 106       | 0         | 0         | 0         | 0                   | 45            | Певец           | 70.19     | 0.00      | 0.00      | 0.00      | 0.00                | 29.80         |
| Твърдинци       | 135       | 0         | 133       | 0         |           |                     | 1             | Твърдинци       | 0.00      | 98.51     | 0.00      |           |                     | 0.74          |
| Пролаз          | 117       | 5         | 35        | 0         | 0         | 0                   | 77            | Пролаз          | 4.27      | 29.91     | 0.00      | 0.00      | 0.00                | 65.81         |
| Цветница        | 95        | 35        | 58        | 0         |           |                     | 0             | Цветница        | 36.84     | 61.05     | 0.00      |           |                     | 0.00          |
| Мировец         | 91        | 59        | 28        | 4         | 0         | 0                   | 0             | Мировец         | 64.83     | 30.76     | 4.39      | 0.00      | 0.00                | 0.00          |
| Кошничари       | 74        | 57        | 15        |           |           | 0                   | 0             | Кошничари       | 77.02     | 20.27     |           |           | 0.00                | 0.00          |
| Осен            | 69        | 51        | 11        | 7         | 0         | 0                   | 0             | Осен            | 73.91     | 15.94     | 10.14     | 0.00      | 0.00                | 0.00          |
| Горна Кабда     | 23        | 6         | 17        | 0         | 0         | 0                   | 0             | Горна Кабда     | 26.08     | 73.93     | 0.00      | 0.00      | 0.00                | 0.00          |

### Вероизповедания
Численост и дял на населението по вероизповедание според преброяването на населението през 2011 г.:
|                     | Численост | Дял (в %) |
| Общо                | 57 264    | 100.00    |
| Православие         | 27 268    | 47.61     |
| Католицизъм         | 153       | 0.26      |
| Протестантство      | 180       | 0.31      |
| Ислям               | 13 974    | 24.40     |
| Друго               | 47        | 0.08      |
| Нямат               | 1311      | 2.28      |
| Не се самоопределят | 3453      | 6.02      |
| Непоказано          | 10 878    | 18.99     |

## Политика

### Общински съвет
Състав на общинския съвет, избиран на местните избори през годините:
| Партия, коалиция или инициативен комитет      | 1995 | 1999 | 2003    | 2007    | 2011    | 2015    | 2019    |
| Избирателна активност по време на изборите    |      |      | 68,39 % | 56,73 % | 54,54 % | 53,08 % | 56,48 % |
| Общ брой места                                | 45   | 33   | 33      | 33      | 33      | 33      | 33      |
| --------------------------------------------- | ---- | ---- | ------- | ------- | ------- | ------- | ------- |
| Движение за права и свободи                   | 7    | 7    | 12      | 11      | 10      | 12      | 14      |
| ГЕРБ                                          |      |      |         | 4       | 8       | 10      | 13      |
| Местна коалиция „БСП за България“ (БСП и АБВ) |      |      |         |         |         |         | 5       |
| Местна коалиция движение Заедно за промяна    |      |      |         |         |         |         | 1       |
| Българска социалистическа партия              | 21   | 13   | 9       | 9       | 9       | 6       |         |
| Обединени за Търговище                        |      |      |         | 5       | 5       | 3       |         |
| Алтернатива за българско възраждане           |      |      |         |         |         | 2       |         |
| Единна народна партия                         |      |      |         |         | 1       |         |         |
| Атака                                         |      |      |         | 3       |         |         |         |
| Обединена десница за Търговище                |      |      |         | 1       |         |         |         |
| Обединен блок на труда                        |      |      | 7       |         |         |         |         |
| Съюз на демократичните сили                   | 6    |      | 2       |         |         |         |         |
| Съюз на свободните демократи                  |      |      | 1       |         |         |         |         |
| Национално движение „Симеон Втори“            |      |      | 1       |         |         |         |         |
| ВМРО - Българско национално движение          |      |      | 1       |         |         |         |         |
| Обединени демократични сили                   |      | 9    |         |         |         |         |         |
| Коалиция „Народен съюз – БЗНС, ДП“            | 4    |      |         |         |         |         |         |
| Българска комунистическа партия               | 2    |      |         |         |         |         |         |
| Българска социалдемократическа партия         | 2    |      |         |         |         |         |         |
| Българска национално-радикална партия         | 1    |      |         |         |         |         |         |
| Български бизнес блок                         | 1    |      |         |         |         |         |         |
| Политически съюз „ДАР“                        | 1    |      |         |         |         |         |         |

### Общински кмет
Местни избори 2007 г.
На местните избори през 2007 г. кмета на града (Красимир Мирев) печели 3-ти мандат. На първи тур излиза срещу подкрепения от ДПС – Светлан Петков с резултат 40,7 % срещу 38,63 % в полза на Мирев. На втори тур побеждава категорично с 58,37 % на 41.63 процента.

### Кметове на кметства
Местни избори 2007 г.
Резултати на местните избори през 2007 г.. Избрани са 45 кметове на кметства, от тях:
- ДПС (29) – Баячево, Божурка, Вардун, Голямо Ново, Горна Кабда, Драгановец, Дългач, Копрец, Кръшно, Маково, Овчарово, Преселец, Пресяк, Разбойна, Росина, Стража, Твърдинци, Черковна, Александрово, Братово, Давидово, Кралево, Миладиновци, Надарево, Подгорица, Пресян, Пробуда, Руец, Търновца
- БСП (8) – Ловец, Бистра, Буховци, Васил Левски, Здравец, Ралица, Съединение, Макариополско
- Представители на инициативни комитети (4) – Буйново, Пайдушко, Голямо Соколово, Острец
- Обединени за Търговище (3) – Момино, Дралфа, Лиляк
- Обединена десница за Търговище (1) – Алваново

## Образователна структура
За периода между 1992 и 2001 г. е налице абсолютно и относително нарастване на лицата с висше, полувисше и средно образование в
общината, което е характерно за областта, района и страната. Наблюдаваната тенденция на нарастване на високообразованите лица се отнася и за трите съставящи групата компоненти (висше, полувисше и средно образование) като тя е по-силно изразена при населението с висше и средно образование. Преобладаващата част от лицата с високо образователно равнище са в центъра на общината – гр. Търговище. Делът на завършилите висше образование е 16%, което е доста под средното за страната; със средно – 45%; с основно и по-ниско – около 35%, което е доста високо за сравнение със средното за страната.

## Икономика
През 2009 година ожънатите площи с ечемик са били 148 875 дка, при среден добив 322 кг/дка, по-нисък от предходния. Засетите площи с царевица през същата година са 35 731 дка.

### Заетост
Според официални данни в през месец декември 2009 година безработните в общината са 10,41 %, при 8,66 % средно за страната. През 2003 година общия брой на заетите в сферата на промишлеността в община Търговище е 6431 души, голяма част заети в промишлените предприятия на град Търговище: „Енерсис“ АД – 800 души, „Божур 2000“ АД – 420 души, „Винпром Търговище“ АД – 340 души, „Кока-Кола ХБК България“ АД – 300 души (2003),[източник? (Поискан днес)] „Тракия глас България“ ЕАД (Шишеджам) – 1600 души (2008), „Терем-Хан Крум“ ЕООД – 628 души (2009), „Мебел Стил“ ООД – 390 души (2009), „Дже те ка“ АД – 120 души, „Корабно оборудване Н.Симов“ АД – 200 души, „Мизия Милк“ АД – 100 души, „Фуражен завод Булмикс“ АД – 120 души, „Мебели Лито“ АД – 140 души, „Гласко“ АД – 200 души и други.

### Първичен сектор
В него водещо място заема селското стопанство. Под влияние на различни фактори селското стопанство в община Търговище има многоотраслов характер с растениевъдно-животновъдната насоченост. Растениевъдството е един от основните подотрасли на земеделието в общината. Земеделските територии заемат площ от 474 537 дка. Произведената продукция е с високо качество благодарение на добрите почвено-климатични условия и наличието на квалифицирани кадри. Има значително търсене на пшеница, както от местни производители на брашно (в общината има 4 мелници) така и от търговски фирми от други райони на страната, извършващи
експорт на селскостопанска продукция. Основните култури са пшеница, ечемик, слънчоглед и царевица. Те заемат 55% от земеделските територии. Освен традиционните култури, се отглеждат и тритикале, маслодайна рапица, ръж, пролетен ечемик, овес, фуражен грах, сорго, захарно цвекло, картофи.
Производството на технически култури, особено на захарно цвекло и тютюн, през последните години значително намалява поради отдалечеността на преработващите предприятия.
Тютюнопроизводството и цвеклопроизводството, имащи традиции в селата Драгановец, Вардун, Буховци, Пресяк, Подгорица, Дългач и Руец, са преустановени. Зеленчукопроизводството преди години е било основен поминък на населението в някои населени места на общината. Поради спиране на работата на консервния комбинат и проблеми с напояването, и това производство е почти изоставено. През последните години има повишен интерес към трайните насаждения.
Състоянието на съществуващите се подобрява и се създават нови – вишни, череши, сливи, ягоди и малини. Създават се добри предпоставки за увеличено производство през следващите години. Качеството на продукцията е в състояние да задоволи изискванията на европейския пазар, но са нужни още инвестиции в модерни преработващи мощности. Плододаващите овощни насаждения заемат площи от 4513 дка, от тях: сливи 32,8%, ягоди 15,5%, малини 14,5%, ябълки 13,1%, череши 9,7%, вишни 8,8%, праскови 3,5%, кайсии 1,8% и круши 0,5%.
Новосъздадените трайни насаждения през стопанската 2003/2004 г. почти удвояват площите им (4275 дка, или 94,7% от заварените). Лозарството е обект на специално внимание. Преобладава производството на винено грозде. Местният винзавод – ЛВК „Винпром“ АД – Търговище изкупува продукцията и създава стимули за добро поддържане на лозята (и след възстановяването на собствеността). Необходими са инвестиции за създаването на повече насаждения с качествени, предимно бели сортове, за отглеждането на които има много подходящи климатични условия. Производството на грозде и качествени вина, печелещи награди на международни изложби и конкурси, създава възможност за развитието и на винения туризъм.
Животновъдството е другият основен подотрасъл на селското стопанство. Освен суровинна база за преработващата индустрия, то е стратегическа опора на малките натурални и полу-пазарни стопанства. Говедовъдството е съсредоточено изцяло в личните стопанства, където се отглеждат от 1 до 5 крави. Едва в един процент от фермите има над 20 крави, което прави сектора нерентабилен. Регистрираното
производство на мляко възлиза на 4890 х.л. За последната година се наблюдава спад както в броя на животните, така и в средната им продуктивност, а от там и в произведената продукция. Биволовъдството е сравнително слабо застъпено. В личните стопанства се отглеждат около 66 биволици с тенденция към увеличение.
От тях е получено 7,7 хил.л биволско мляко. В последните години се наблюдава интерес към този вид животни, поради факта че са устойчиви на заболявания и добре усвояват грубите фуражи. Друг фактор е повишеното търсене на екологично чисти продукти за нуждите на пазара. Наблюдава се колеблива тенденция към увеличение, но ниската ефективност при сегашните породи и начин на отглеждане, поставят под съмнение този клон на животновъдството. Козевъдството допълва фонда на натуралните стопанства.
Свиневъдството е застъпено основно в частния сектор. Тревожен е спадът му с повече от 20 % спрямо предходната година. Птицевъдството също бележи спад. Перспективно е внедряването на хибридни линии с висок генетичен потенциал и добри репродуктивни показатели. Демонстриран е интерес към отглеждането на нетрадиционни за региона и страната птици. На територията на кметство Дралфа има създадена ферма за отглеждане на щрауси (25 възрастни и 30 подрастващи).
Пчеларството се развива бързо. През последните 4 години, броят на пчелните семейства се увеличава с 2,1 пъти и достига 10 044. Проблем остава сертифицирането на меда и защитата на „справедлива“ изкупна цена.

### Вторичен сектор
През 90-те години промишленото производство в общината изживя тежка криза. Изчезването на големите предприятия или модифицирането им в малки, с различен производствен профил производства, разкъсване на връзките между тях, изгубването на експортни позиции имат силно негативни социално-икономически последици за общината. Производството на хранителни продукти и напитки е с най-висок принос –71,1% от продукцията на промишлените предприятия за 2003 г.
Добре развито е винопроизводството и производството на безалкохолни напитки. В последните години успешно се развива и млекопреработването. С инвестиции по линията на Предприсъединителните фондове на ЕС – Програма „САПАРД“ в общината са изградени Предприятие за месодобив и преработка в с. Здравец и Предприятие за замразяване и преработка на плодове и зеленчуци в гр. Търговище. Текстилната и шивашка промишленост има силни традиции в общината. Формира 13,3% от промишлената продукция. Функционират няколко големи предприятия, предимно в частния сектор. Фирмите нямат дългосрочни договори и затова работят предимно по поръчка и на ишлеме. Сериозно е намалял делът на отрасъл „машиностроене“, който в миналото е бил водещ в икономиката на общината. Не е приватизирана държавната фирма „Терем – Хан Крум“ ЕООД, чието бъдеще до голяма степен ще определи и развитието на отрасъла. Дървопреработването също изживява криза. От ДК „Славиния“ функционира единствено „Стария дъб“ ООД. В последните години отрасълът (чрез фирмите на малкия и среден бизнес) успя да стабилизира в известна степен позициите си. Водещо предприятие е „Мебел стил“ ООД. Отрасъл строителство постепенно излиза от кризата. Около 5 – 6 от фирмите са утвърдени и поддържат обекти и извън общината – „Стрем“ ООД, „Поляница“ АД, „Радита“ АД и др. В община Търговище се слага началото на изцяло нов отрасъл от химическата промишленост, а именно „производство и преработка на стъкло“.

## Транспорт
През средата на общината, от запад на изток преминава участък от 39,3 km от трасето на жп линията София – Мездра – Горна Оряховица – Варна от Железопътната мрежа на България
През общината преминават изцяло или частично 7 пътя от Републиканската пътна мрежа на България с обща дължина 151,5 km:
- участък от 36 km от Републикански път I-4 (от km 217,7 до km 253,7);
- началният участък от 10,4 km от Републикански път II-49 (от km 0 до km 10,4);
- два участъка от Републикански път II-51 с обща дължина от 18,3 km: участък от 10,4 km (от km 64,3 до km 74,4) и последният участък от 7,9 km (от km 90,3 до km 98,2);
- последният участък от 28,3 km от Републикански път II-74 (от km 9,7 до km 38,0);
- началният участък от 9,8 km от Републикански път III-4008 (от km 0 до km 9,8);
- началният участък от 19,4 km от Републикански път III-4009 (от km 0 до km 19,4);
- целият участък от 29,3 km от Републикански път III-5102.

## Топографски карти
- Лист от карта K-35-17. Мащаб: 1 : 100 000.
- Лист от карта K-35-18. Мащаб: 1 : 100 000.
- Лист от карта K-35-29. Мащаб: 1 : 100 000.
- Лист от карта K-35-30. Мащаб: 1 : 100 000.